# Hauçá-fula
Hauçá-fula ou hauçás-fulas (hausa-fulani) é um termo usado para referir-se coletivamente aos hauçás e fulas, povos da África Ocidental. Os dois são agrupados porque desde a Guerra dos Fulas suas histórias têm sido largamente entrelaçadas. Por exemplo, quando os fulas assumiram a cidade-Estado hauçá de Kano, durante a guerra, os novos emires acabaram falando a língua hauçá, em vez do fula.
Os hauçá-fulas são um dos três grandes grupos étnicos da Nigéria; juntos perfazem de 28 a 30% da divisão étnica do Norte da Nigéria.